# Barîș, Buceaci
Barîș (în ucraineană Бариш) este o comună în raionul Buceaci, regiunea Ternopil, Ucraina, formată numai din satul de reședință.

## Demografie
Componența lingvistică a comunei Barîș
     Ucraineană (99,4%)
     Alte limbi (0,44%)
Conform recensământului din 2001, majoritatea populației comunei Barîș era vorbitoare de ucraineană (99,4%), existând în minoritate și vorbitori de alte limbi.